# Cheik Fantamady Camara (député)
Ne doit pas être confondu avec Cheick Fantamady Camara.
Pour les articles homonymes, voir Camara.
Cheik Fantamady Camara est un député et homme politique guinéen.
Député uninominal de la circonscription de Siguiri de mars 2020 au 5 septembre 2021.

## Biographie
Député uninominal de la commune de Siguiri, de 2020 en 2021 de la dernier législation de mars 2020. Il est président de la commission commerce, hôtellerie, tourisme et artisanat, du plan et de la coopération de la 9eme législative de la république de Guinée sous la présidence Alpha Condé.